# Беелен (Німеччина)
Беелен (нім. Beelen) — місто в Німеччині, знаходиться в землі Північний Рейн-Вестфалія. Підпорядковується адміністративному округу Мюнстер. Входить до складу району Варендорф.
Площа — 31,35 км2. Населення становить 6115 ос. (станом на 31 грудня 2020).